# Marriage 2.0
Marriage 2.0 ist ein Big-Budget-Porno-Spielfilm des Regisseurs Paul Deeb aus dem Filmjahr 2015. Er wurde 2016 bei den XBIZ Awards und AVN Awards mehrfach ausgezeichnet.

## Handlung
In diesem Film will die schöne Bay-Area-Dokumentarfilmerin India bedingungslos lieben, aber als sie die Grenzen ihrer Beziehung zu ihrem langjährigen Freund überschreitet, findet sie, dass es viel einfacher ist, Grenzen abzureißen als neue Regeln zu erstellen, nach denen man leben kann. In dieser neuen Kulturlandschaft der offenen Beziehung verloren, sucht India den weisen Rat von Größen wie Christopher Ryan (Autor von Sex at Dawn) und Nina Hartley.

## Wissenswertes
Der Film wurde unter anderem im Victoria Theatre, 2961 16th Street, San Francisco, gedreht.
Marriage 2.0 wurde von der Frauenzeitschrift Marie Claire im Jahr 2020 auf ihrer Liste „51 Full-Length Porn Movies with Great Plots and Great Sex“ geführt. Als eine der wenigen Pornoproduktionen erhielt eine geschnittene Fassung des Films von der Motion Picture Association die Einstufung NC-17.

## Auszeichnungen
- 2016: AVN Award – Best Director - Feature (Paul Deeb)[3]
- 2016: XBIZ Award - Best Actress - Feature Movie (India Summer)
- 2016: XBIZ Award - Best Cinematography
- 2016: XBIZ Award - Best Scene - Feature Movie (India Summer und Ryan Diller)
- 2016: XBIZ Award - Marketing Campaign of the Year